# Alessandro Piccolomini
Alessandro Piccolomini (Siena, 13 giugno 1508 – Siena, 12 marzo 1578) è stato un letterato, astronomo e arcivescovo cattolico italiano.

## Biografia
Nel 1531 divenne membro dell'Accademia degli Intronati, prendendo il nome di Stordito. Nel 1536 venne rappresentata la sua commedia Amor Costante e nel 1544 Alessandro, entrambe dall'intreccio macchinoso, ma con vena psicologica e moralistica. Legato all'ambiente degli Intronati è il Dialogo de la bella creanza de le donne (1539) più noto come Raffaella.
Nel 1539 divenne professore presso l'Università di Padova per quattro anni. Insegnò filosofia e partecipò alle attività dell'Accademia degli Infiammati. Nel 1541 scrisse a Pietro Aretino, esponendogli il suo pensiero sul volgarizzamento della prosa scientifica. Rientrato a Siena nel 1543, lasciò la città per trasferirsi a Roma nel 1546. Qui visse nell'ambiente del card. Francisco de Mendoza.
Uomo di grande cultura, tradusse dal latino il sesto libro dell'Eneide e il tredicesimo libro delle Metamorfosi di Ovidio, dal greco in italiano l'Economico di Senofonte, la Retorica e la Poetica di Aristotele e in latino il commento di Alessandro di Afrodisia ai Meteorologica di Aristotele e la Meccanica Aristotelica.
Nel 1574 fu nominato arcivescovo di Patrasso, ma rimase a Siena come coadiutore dell'arcivescovo Francesco Bandini Piccolomini.

## L'astronomo
Fu il primo, molti anni prima di Johann Bayer, ad aver contrassegnato le stelle in base alla loro luminosità con delle lettere (alfabeto latino).
Il libro del Piccolomini dal titolo De le stelle fisse, è da molti considerato il primo atlante celeste moderno. Le 47 mappe contenute nell'opera presentano tutte le costellazioni tolemaiche (ad eccezione di quella del Puledro) e mostrano le stelle senza le corrispondenti figure mitologiche; per la prima volta in un libro a stampa venivano quindi riportate le mappe astronomiche complete con le costellazioni tolemaiche.
Il De le stelle fisse (1543) e un altro libro, sempre del Piccolomini, dal titolo Della sfera del mondo (1540) vennero pubblicati in un unico e rarissimo volume, per la prima volta nel 1548.
In ricordo del famoso letterato senese, sulla Luna c'è anche un cratere che porta il suo nome; il cratere Piccolomini è molto profondo, ha un diametro di circa 88 km ed è ubicato (29,7°S / 32,2°E) a sud del cratere Fracastoro.

## Opere di prosa e di teatro
- Amor costante (1536)
- Dialogo de la bella creanza de le donne (Venezia 1539)
- Alessandro (1544)
- De la nobiltà et eccellenza de le donne, (Venezia 1545)

### Trattati
- Della sfera del mondo (1540)

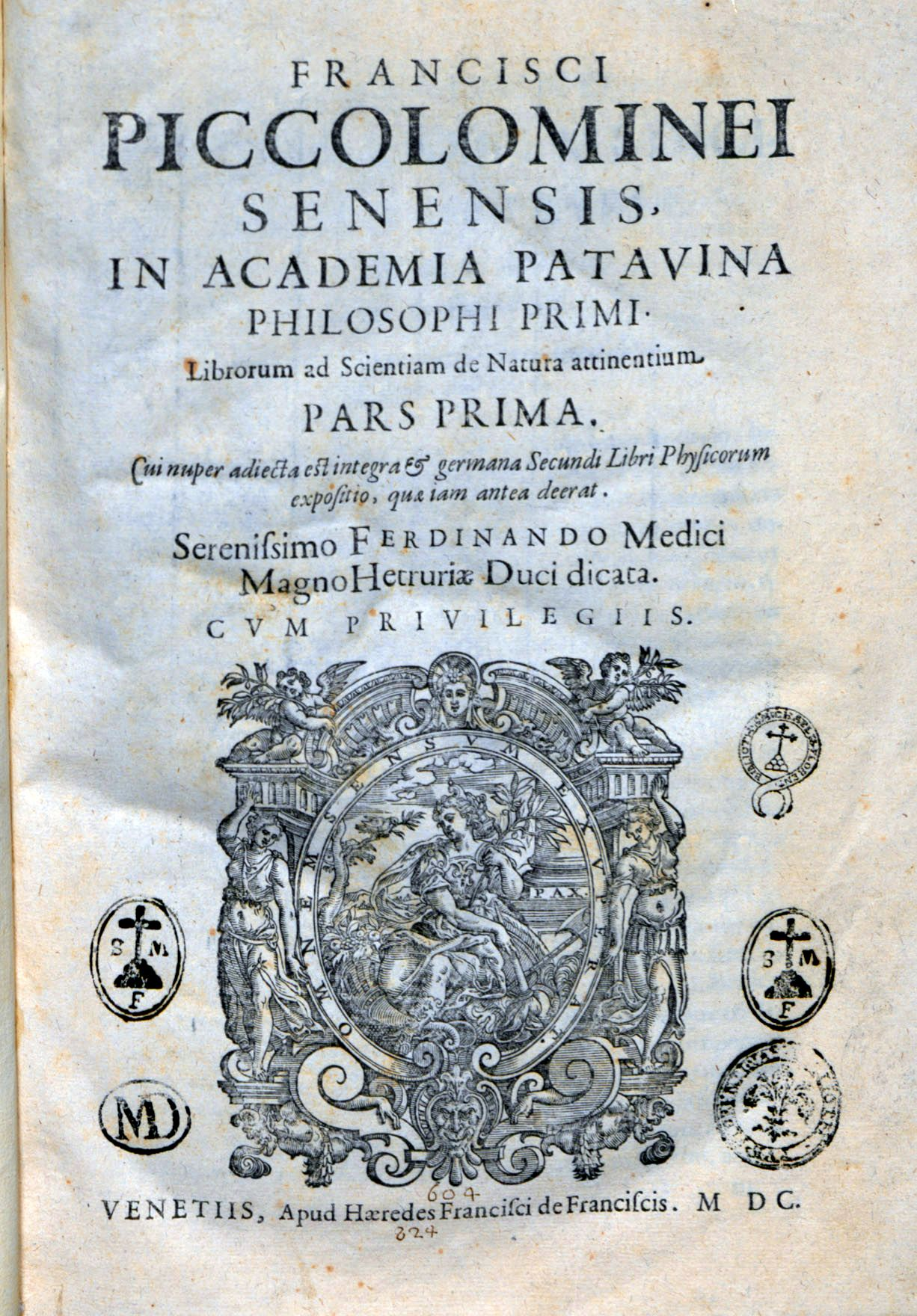
Libri ad scientiam de natura attinentes, 1600

- La economica di Senofonte tratta di lingua greca in toscana, Venezia, Al segno del Pozzo, 1540
- De la instituzione di tutta la vita de l'omo nato nobile, e in città libera (Venezia, 1542)
- In quatuor libros meteorologicorum Aristotelis, commentatio lucidissima (Venezia 1540) Edizione del 1545
- Commentarium de certitudine mathematicarum disciplinarum (Roma 1547)
- Sfera del mondo, Venezia, Bartolomeo Cesano, 1553.
- Annotazione nel libro della Poetica di Aristotele (1560)
- Della grandezza della Terra et dell'Acqua (Venetia, Giodano Ziletti, 1561)
- Sfera del mondo, Venezia, Giovanni Varisco & C., 1561.
- Speculationi de' pianeti, Venezia, Giovanni Varisco & C., 1563.
- De le stelle fisse (1543) Edizione del 1570
- Il Libro della Poetica d'Aristotele. Tradotto di greca lingua in volgare da M. Alessandro Piccolomini. Con una epistola ai lettori del modo del tradurre (Siena, per L. Bonetti, 1572)
- Retorica d'Aristotile amplissimamente tradotta, & illustrata con dotte, & utilissime digressioni da Alessandro Piccolomini (Venezia per Giorgio Angelieri, 1597)
- (LA) Libri ad scientiam de natura attinentes, vol. 1, Venezia, eredi Francesco De Franceschi (senese), 1600.
- (LA) Libri ad scientiam de natura attinentes, vol. 2, Venezia, eredi Francesco De Franceschi (senese), 1600.